# دیوار (فیلم ۱۹۶۷)
«دیوار» (فرانسوی: Le Mur‎) یک فیلم است که در سال ۱۹۶۷ منتشر شد.